# Bretigny-sur-Morrens
Bretigny-sur-Morrens – miejscowość i gmina (commune) w zachodniej Szwajcarii, w kantonie Vaud, w okręgu (district) Gros-de-Vaud. Leży nad rzeką Talent.

## Demografia
W Bretigny-sur-Morrens mieszkają 882 osoby. W 2021 roku 19,7% populacji gminy stanowiły osoby urodzone poza Szwajcarią.

## Transport
Przez teren gminy przebiega droga główna nr 150.